# Il marito è mio e l'ammazzo quando mi pare
Il marito è mio e l'ammazzo quando mi pare è un film italiano del 1968, diretto da Pasquale Festa Campanile.

## Trama
Allegra (Catherine Spaak) incontra Leonardo (Hywel Bennett), un giovane stravagante che le propone di uccidere il marito Ignazio (Hugh Griffith), un vecchio musicista, per poter vivere insieme. Verranno fatti i più strani tentativi da parte dei due per uccidere l'anziano coniuge, ma Ignazio, agevolato dalla fortuna, riesce sempre ad evitare ogni tipo di attentato. Fino a quando Ignazio, rendendosi conto della situazione, si fa credere morto lasciando liberi Allegra e Leonardo di essere felici.